# Zephronia enghoffi
Zephronia enghoffi — вид двопарноногих багатоніжок родини Zephroniidae. Описаний у 2021 році.

## Поширення
Ендемік Таїланду. Поширений у провінції Чонбурі на півдні країни.

## Назва
Вид названо на честь данського міріаподолога Генрика Енгхофа з Музею природознавства Данії Університету Копенгагена Данія, який ініціював важливий крок у дослідженнях багатоніжок Таїланду.

## Опис
Довжина тіла дорослої особини від 29 до 36 мм; тіло коричневе або темно-коричневе, внутрішня поверхня (нижня сторона) анального щитка з одним замикаючим килем з кожного боку і пара ніжок 2 чоловічої тазки з довгою перетинчастою часткою на мезальному краю. 